# João Claudio Todorov
João Claudio Todorov (Santo Anastácio, 8 de junho de 1941 – Brasília, 6 de julho de 2021) foi um psicólogo e pesquisador brasileiro na área da Análise do Comportamento, reconhecido como uma das principais lideranças na disseminação e consolidação dessa área no Brasil. Foi Professor Emérito da Universidade de Brasília (UnB), desempenhou importante papel na vida acadêmica e administrativa da instituição. Suas contribuições científicas foram significativas em diversas áreas, notadamente na lei da igualação, controle aversivo e práticas culturais. Seu trabalho no campo do comportamento de escolha teve impacto relevante nas pesquisas em economia comportamental. Além de sua produção acadêmica, Todorov também se destacou em trabalhos sobre a formulação e implementação de políticas públicas. Sua trajetória como analista do comportamento inclui uma notável variedade de realizações nas áreas de pesquisa, ensino e serviço à sua disciplina e ao seu país.
Graduou-se em Psicologia pela Universidade de São Paulo em 1963 e obteve o título de doutor pela Arizona State University em 1969. Atuou como docente e pesquisador em diversas instituições, como a University of Mary Washington (então vinculada à University of Virginia, entre 1968 e 1969), a Universidade de São Paulo, campus de Ribeirão Preto (1969–1975), a Universidad Nacional Autónoma de México (1977) e a Universidade de Brasília (1973–2000). Na UnB, exerceu importantes cargos administrativos: foi Reitor entre 1993 e 1997, Vice-Reitor de 1985 a 1989 e Decano de Pesquisa e Pós-Graduação em 1985.[carece de fontes?]
Mesmo após sua aposentadoria, Todorov permaneceu intensamente envolvido com a vida acadêmica. Atuou como pesquisador voluntário na UnB e colaborou com outras instituições de ensino superior. Entre 2000 e 2009, assessorou o Programa de Pós-Graduação em Psicologia da Pontifícia Universidade Católica de Goiás, e entre 2004 e 2010, coordenou a implementação do curso de graduação em Psicologia do Centro Universitário IESB (Instituto de Educação Superior de Brasília). Sua trajetória deixa um legado duradouro para a psicologia brasileira, tanto na pesquisa quanto na formação de profissionais e na construção de políticas públicas.